# ラオスの交通
ラオスの交通（らおすのこうつう）について記述する。ラオスは、国道や空港、鉄道などの交通網の整備が進められている。
内陸国であるため、海に面した港湾を有しておらず、陸路にてバンコク港やハイフォン港、ダナン港等を経由して輸出入が行われている。
またメコン川の水運を利用した輸送も近年増加傾向に有る。

## 道路
ラオスでは、右側通行である。
2013年の道路種類別整備状況は以下のとおりである。
2013年の道路種別整備状況（単位Km）。
| 道路の種類 | 舗装道路 | 砂利道路  | 土道路    | 合計      |
| ---------- | -------- | --------- | --------- | --------- |
| 国道       | 6,859.52 | 1,628.48  | 470.15    | 7,377.70  |
| 県道       | 978.77   | 4,595.51  | 2,634.73  | 8,209.01  |
| 郡道       | 292.65   | 3,318.53  | 2,031.51  | 5,642.69  |
| 地方道     | 186.35   | 5,439.43  | 14,631.85 | 20,257.63 |
| 市内道     | 883.21   | 908.92    | 423.5     | 2,215.64  |
| 特別道     | 225.47   | 469.56    | 1,427.67  | 2,122.70  |
| 合計       | 9,425.97 | 16,360.43 | 21,619.41 | 45,825.37 |
| 割合       | 20.57%   | 35.70%    | 47.18%    | 100.00%   |

### 国道
- 国道13号北線（英語版）アジアハイウェイ12号線

中国国境ボーデン-ウドムサイ-ルアンパバーン郡)-ヴィエンチャン
- 国道13号南線（英語版） アジアハイウェイ11号線

ヴィエンチャン-サワンナケート-パクセー-カンボジア国境
- 国道１号線

ラントゥイ(中国国境)-ブンヌア-ノンキャウ-プーラオ-ポーンサワン-ラクサオ-セコン-アッタプー-カンボジア国境
- 国道2号線 アジアハイウェイ13号線

ベトナム、ディエンビエンフーとの国境タイチャン-ウドムサイ-タイ国境ムアングン
- 国道3号線 アジアハイウェイ3号線(南北経済回廊)

中国国境ボーデン-ルアンナムター郡-タイ国境フアイサーイ郡-ゴールデントライアングル
- 国道4号線

ルアンパバーン郡-ケンタオ(タイのルーイ県との国境)
- 国道5号線

国道13N号ターフア村-サイソムブーン県アヌヴォン-国道1D号線BanDong村-ベトナム国境
- 国道6号線

フアパン県プーラオ国道1C号線交点-サムヌア郡-ベトナム国境ナムソイ
- 国道7号線

ルアンパバーン県プーコーン-シェンシエンクワーン県ポーンサワン郡-ベトナム国境、ナムカン
- 国道8号線アジアハイウェイ15号線

ボーリカムサイ県ビエンカム-ラークサオ-ベトナム国境ナムファオ
- 国道9号線 (ラオス)アジアハイウェイ16号線（東西経済回廊）

日本やADBの資金援助のもと建設された、サワンナケートとベトナムのラオ・バオに接続する
- 国道10号線

ヴィエンチャン-ターゴン-ナムグムダム-Phonhong
- 国道11号線

ヴィエンチャン-サイニャブーリー県パクレー
- 国道12号線

ターケーク-ベトナム、チャロ国境
- 国道14号線

チャンパーサック県内メコン側右岸を縦断
- 国道15号線

ナポン-サーラワン-ベトナム国境ラレイ
- 国道16号線

タイ国境チョンメック-パークセー郡-パクソン-セコン-ベトナム、ナムジャン国境
- 国道17号線

ルアンナムター郡-ムアンシン-シェンコック
- 国道18号線

チャンパーサック県タンベン-アッタプー郡-ベトナム国境プークア
- 国道19号線

パカー中国国境-ニョー村-ポンサーリー県ブンヌア-ポンサリー-ハートサー-ベトナム国境
- 国道20号線

パクセーラク21-サーラワン
タイとは、メコン川に架かるタイ＝ラオス友好橋、第2タイ＝ラオス友好橋、第3タイ・ラオス友好橋、第4タイ＝ラオス友好橋や陸路国境で接続している。

### 高速道路

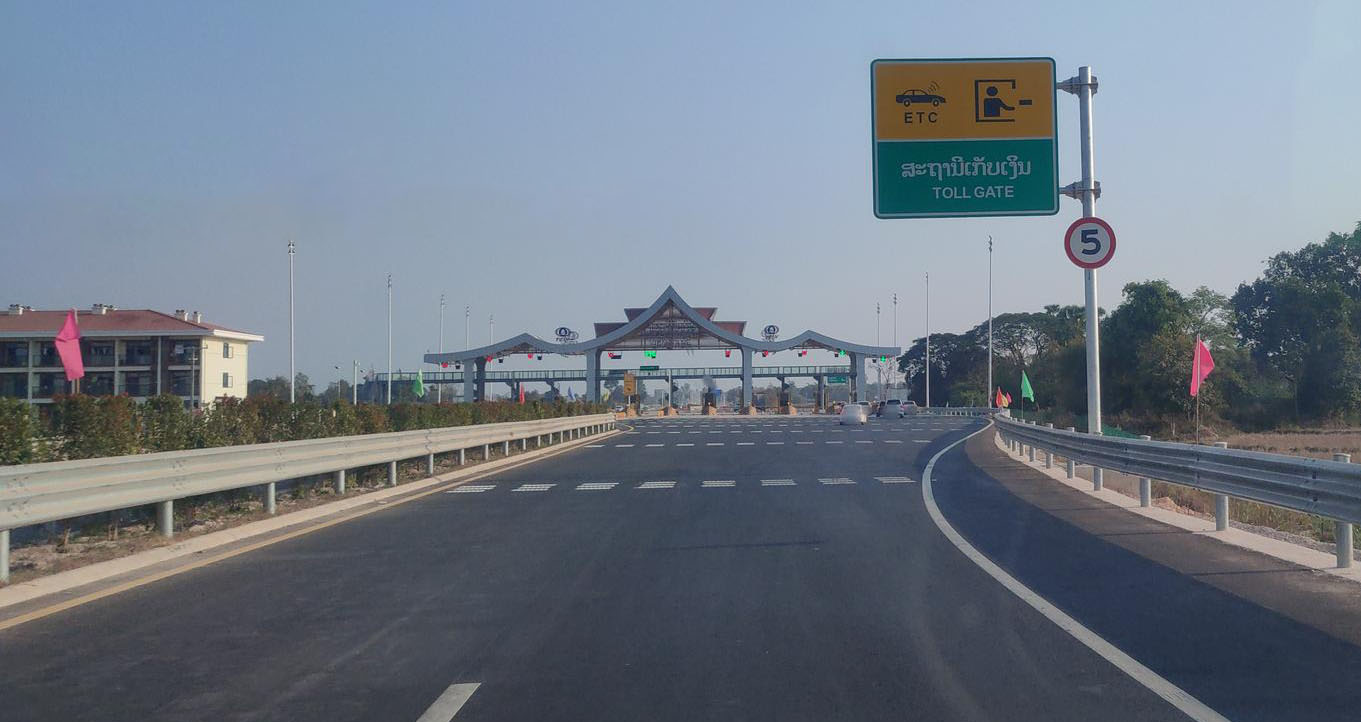
中国ラオス高速ビエンチャン料金所

2020年12月に中国ラオス高速道路のうちヴィエンチャン、ヴァンヴィエン間の109kmが開通した。制限速度はビエンチャン-ポノーング間で乗用車は時速120km,商用車100km ポノーング-ヴァンヴィエン間は乗用車は時速100km,商用車80km.全線4車線で乗用車の通行料金は67000kip　(一キロ当たり約550kip)

### 都市交通
主な交通手段として、トゥクトゥクが短距離での移動手段として利用されていたが2020年頃よりトゥクトゥクに代わり配車アプリの利用が盛んになってきている。 。
ビエンチャン市では公共バスも利用できる。タクシーも営業している、各県にはスステーションがあり、小規模の民間会社によって営業されている。

## 水運
2012年現在、ラオスに存在する航路は、主にメコン川とその支流であり、距離4,600kmである。それに加えて2,900kmは、喫水0.5 m未満の船では航行可能である。メコン川に面する港が21か所あり、カオリア港を除き、地方政府の管理下にある。

メコン川北部では、400積載重量トン(DWT)以上の船舶が一年中船航できるが、それ以外の場所では、200DWT以下のはしけに制約されている。300DWT以上の船舶は、主に農工生産物を輸送している。主な取り扱い商品は、砂石、木材製品、穀物、丸太である。輸送の大半は、国内向けであるが、中国、ラオス、ミャンマー、タイ間の国際輸送も行われている。

ラオスは内陸国であるため、ベトナム、タイの港を利用して海運輸送を行っている。ラオスは、外航船舶を2籍（1,500、3,000DWT）所有している。ラオス、中国、ミャンマー、タイ間で瀾滄江－メコン川での商業航行に関する協定が結ばれている。

## 鉄道
ラオスの鉄道は、タイのノーンカーイ駅（Nong Khai）から、1994年に完成した鉄道道路併用橋であるタイ＝ラオス友好橋で両国を隔てるメコン川を渡り、ターナレーン駅（Ta Na Laeng）を結ぶ非電化単線路線（軌間：1,000 mm）が唯一の路線であったが、2021年10月に中国ラオス鉄道（軌間：1,435mm）ビエンチャン、昆明間の全線が線路が結ばれ2021年12月3日に営業開始した。 。2023年、タナレーンよりヴィエンチャン駅までの延伸が開業した。他、タイ・ベトナムへの路線も計画されている。。

## 空港

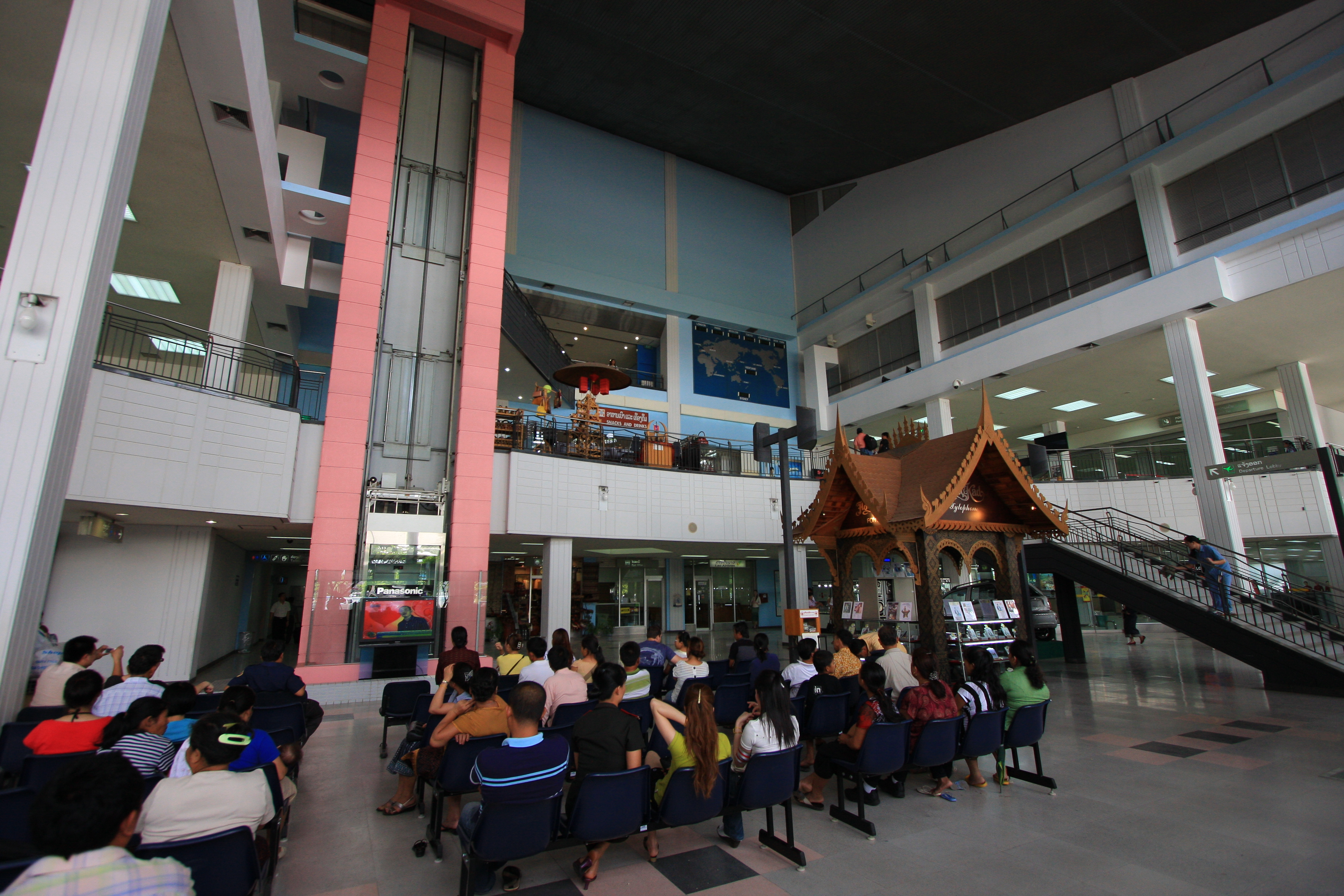
ヴィエンチャンのワットタイ空港内部

2012年現在、空港が42港あり、うち9港は、滑走路が舗装されているが、残りの33港は未舗装である。 舗装された滑走路を持つ空港のうち、2,438 m〜3,047mの滑走路を有する空港は3港、1524〜2437mの滑走路を有する空港は3港、残りの3港は、914〜1,523mの滑走路を有する。未舗装の滑走路のある空港のうち、2港は、1,524〜2,437mの滑走路を有しているが、9港は914から1,523m、残りの22港は、914m未満である。

## パイプライン
現在、ベトナムのホンラー港からラオスのカムムアン県タケークまでの290kmの石油パイプラインの建設が計画されている。ブアラパー郡ランカングへの備蓄基地の建設も計画されている。